# Xenippoides elongatus
Xenippoides elongatus är en insektsart som beskrevs av Lucien Chopard 1952. Xenippoides elongatus ingår i släktet Xenippoides och familjen gräshoppor. Inga underarter finns listade i Catalogue of Life.